# Love, Rosie
Love, Rosie és una pel·lícula comèdia romàntica de 2014 dirigida pel Christian Ditter. La seva història està basada en el llibre On acaba l'Arc de Sant Martí (2004) – als EUA titulat com Love, Rosie- de l'autora Cecelia Ahern, coneguda per la seva obra Postada: t'estimo. Love, Rosie ha obtingut valoracions diverses, entre elles es troben valoracions positives com la d'IMDb que puntúa la pel·lícula amb un 7.2 / 10 (31.937 vots dels usuaris) i Filmaffinity amb un 6,1 / 10 (609 vots dels usuaris). D'altra banda, a Rottentomatoes la valoració del web és de 2,6 / 10, encara que la valoració dels seus usuaris és de 6,2 / 10 (7.111 vots).

## Argument
És una història d'amor entre Alex i Rosie, dos amics íntims des que tenien cinc anys. A l'institut, els dos fan plans de futur per anar a la universitat junts, però abans que arribi aquest dia, Rosie es queda embarassada. Per tant, els dos prenen decisions oposades, Rosie es queda i Alex se'n va. Encara que es troben separats, continuen mantenint la seva relació, ja que s'aniran retrobant. Junts i separats s'adonaran de com van canviant les seves vides.

## Repartiment
Els protagonistes són:

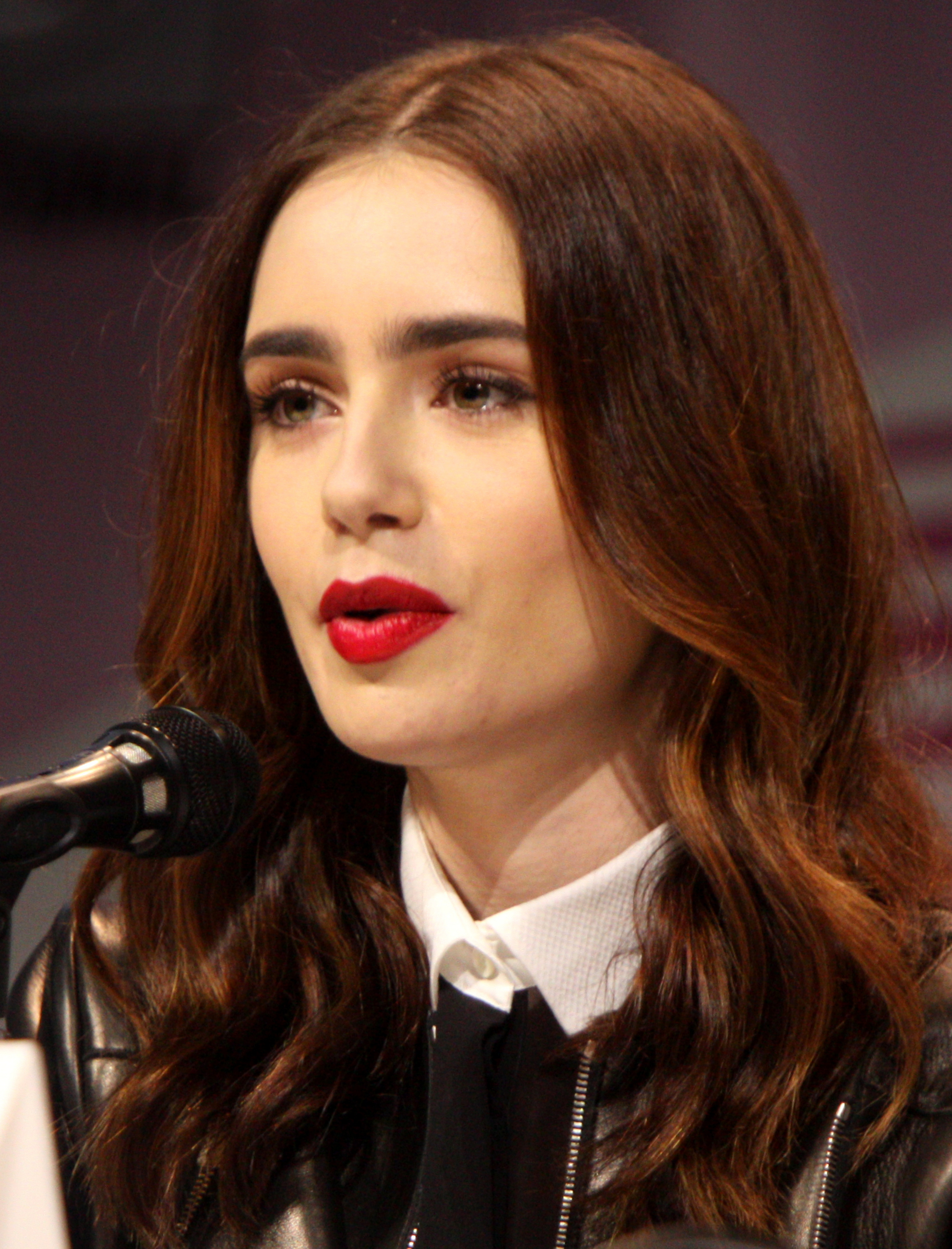
Lily Collins amb el paper de Rosie Dunne
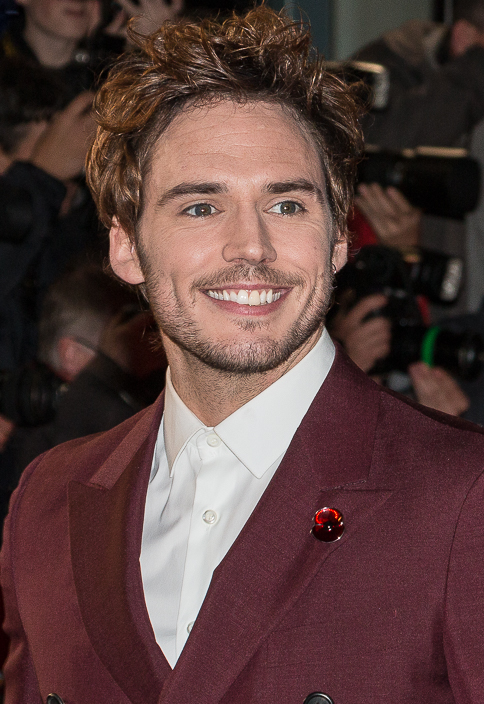
Sam Claflin en el paper d'Alex Stewart

La resta del repartiment està format per:
| Actor/actriu    | Paper        |
| --------------- | ------------ |
| Christian Cooke | Greg         |
| Jaime Winstone  | Ruby         |
| Suki Waterhouse | Bethany      |
| Tamsin Egerton  | Sally        |
| Jamie Beamish   | Phil         |
| Lorcan Cranitch | Dennis Dunne |
| Ger Ryan        | Alice Dunne  |
| Sadbh Malin     | Clare        |
| Nick Lee        | Herb         |

## Banda sonora
La banda sonora original inclou una vintena de temes:
1. I'll Never Fall In Love Again, Iba amb Martin Gallop
2. Son of Sam, Elliot Smith
3. Alone Again, Gilbert O'Sullivan
4. Life With Grace, Super700
5. Take Me To A Higher Plane, Kate Nash
6. Get Me Back, MiMi & The Mad Noise Factory
7. I'm Confessin, Peggy Lee
8. Tiny Dancer, Elton John
9. Love, Rosie, Ralf Wengenmayr
10. A Letter From Boston, Ralf Wengenmayr
11. We Keep In Touch, Okay, Ralf Wengenmayr
12. Kathie's Theme, Ralf Wengenmayr
13. Can I Be Godfather, Ralf Wengenmayr
14. Please, Come Visit, Okay?, Ralf Wengenmayr
15. I Wasn't Ready To Be A Dad, Ralf Wengenmayr
16. 18th Birthday, Ralf Wengenmayr
17. To The Dance?, Ralf Wengenmayr
18. Reprise, Ralf Wengenmayr